# Astragalus thionanthus
Astragalus thionanthus är en ärtväxtart som beskrevs av Joseph Friedrich Nicolaus Bornmüller. Astragalus thionanthus ingår i släktet vedlar, och familjen ärtväxter. Inga underarter finns listade i Catalogue of Life.